# Bulgan, Ömnögovi
Bulgan (tiếng Mông Cổ: Булган) là một sum của tỉnh Ömnögovi ở miền nam Mông Cổ. Vào năm 2009, dân số của sum là 2.395 người.

## Địa lý
Sum có diện tích khoảng 7.498 km2. Trung tâm sum, Bulgan, nằm cách tỉnh lỵ Dalanzadgad 95 km và thủ đô Ulaanbaatar 685 km.

### Khí hậu
Bulgan có khí hậu bán khô hạn. Nhiệt độ trung bình hàng năm trong khu vực là 9 °C. Tháng ấm nhất là tháng 7, khi nhiệt độ trung bình là 30 °C và lạnh nhất là tháng 12, với −13 °C. Lượng mưa trung bình hàng năm là 180 mm. Tháng ẩm ướt nhất là tháng 7, với lượng mưa trung bình là 51 mm, và khô nhất là tháng 2, với 2 mm.

## Kinh tế
Sum có một trường học, bệnh viện, trung tâm thương mại và nhà văn hóa.